# Campeonato de Tercera División 1955 (Argentina)
El Campeonato de Tercera División 1955, conocido como Tercera de Ascenso 1955,  fue la decimonovena edición de este torneo y la quinta como cuarta categoría del fútbol argentino, por lo que se la considera como antecesora de la actual Primera D. 
Debido a la reestructuración planteada por la AFA, para los torneos de ascenso en 1950, se creó un cuarto nivel de competencia, que se denominó Tercera de Ascenso.
Del torneo jugado en 1955, participaron 7 equipos, que jugaron a dos ruedas todos contra todos, un total de 14 encuentros.
De los 7 equipos de 1954 no estaban Sacachispas que había ganado el torneo y Arsenal de Llavallol, que pidió jugar en la Primera Amateur y le fue concedido. A su vez, se le dio afiliación al Club Atlético Pilar y al Club Atlético La Paternal.

## Ascensos y afiliados
| Pos. | Equipos ascendidos a la Segunda División 1955 |
| ---- | --------------------------------------------- |
| 1.º  | Sacachispas                                   |
| 5.º  | Arsenal (L)                                   |

| Equipos afiliados |
| ----------------- |
| La Paternal       |
| Pilar             |

## Equipos participantes
| Equipo              | Localidad       |
| ------------------- | --------------- |
| Central Argentino   | Villa Ballester |
| Deportivo Morón     | Morón           |
| Deportivo San Justo | San Justo       |
| Juventud de Bernal  | Bernal          |
| La Paternal         | La Paternal     |
| Macabi              | Balvanera       |
| Pilar               | Pilar           |

## Tabla de posiciones final
| Pos. | Equipo              | Pts. | PJ | PG | PE | PP | GF | GC | Dif. |
| ---- | ------------------- | ---- | -- | -- | -- | -- | -- | -- | ---- |
| 01.º | Deportivo Morón     | 19   | 12 | 9  | 1  | 2  | 34 | 14 | 20   |
| 02.º | Juventud de Bernal  | 18   | 12 | 7  | 4  | 1  | 35 | 14 | 21   |
| 03.º | Central Argentino   | 15   | 12 | 5  | 5  | 2  | 20 | 20 | 0    |
| 04.º | Pilar               | 11   | 12 | 4  | 3  | 5  | 21 | 19 | 2    |
| 05.º | Deportivo San Justo | 11   | 12 | 5  | 1  | 6  | 22 | 26 | −4   |
| 06.º | Macabi              | 5    | 12 | 2  | 1  | 9  | 14 | 35 | −21  |
| 07.º | La Paternal         | 5    | 12 | 2  | 1  | 9  | 19 | 41 | −22  |

|  | Campeón y ascenso a la Primera Amateur. |

## Resultados
| Macabi            | 1 - 2 | Deportivo San Justo | Villa Crespo    |
| Deportivo Morón   | 6 - 1 | La Paternal         | Morón           |
| Central Argentino | 2 - 2 | Juventud de Bernal  | Villa Ballester |
| Libre: Pilar      |       |                     |                 |

| Juventud de Bernal       | 1 - 3 | Deportivo Morón | Bernal                 |
| La Paternal              | 2 - 3 | Macabi          | Diego Armando Maradona |
| Deportivo San Justo      | 2 - 4 | Pilar           | San Justo              |
| Libre: Central Argentino |       |                 |                        |

| Pilar                      | 5 - 2 | La Paternal        | Pilar        |
| Macabi                     | 2 - 6 | Juventud de Bernal | Villa Crespo |
| Deportivo Morón            | 3 - 1 | Central Argentino  | Morón        |
| Libre: Deportivo San Justo |       |                    |              |

| Central Argentino      | 1 - 1 | Macabi              | Villa Ballester |
| Juventud de Bernal     | 1 - 1 | Pilar               | Bernal          |
| La Paternal            | 3 - 4 | Deportivo San Justo | La Paternal     |
| Libre: Deportivo Morón |       |                     |                 |

| Deportivo San Justo | 1 - 1 | Juventud de Bernal | San Justo    |
| Pilar               | 1 - 1 | Central Argentino  | Pilar        |
| Macabi              | 0 - 3 | Deportivo Morón    | Villa Crespo |
| Libre: La Paternal  |       |                    |              |

| Deportivo Morón    | 2 - 1 | Pilar               | Morón           |
| Central Argentino  | 4 - 2 | Deportivo San Justo | Villa Ballester |
| Juventud de Bernal | 7 - 1 | La Paternal         | Bernal          |
| Libre: Macabi      |       |                     |                 |

| La Paternal               | 2 - 3 | Central Argentino | La Paternal |
| Deportivo San Justo       | 1 - 0 | Deportivo Morón   | San Justo   |
| Pilar                     | 1 - 0 | Macabi            | Pilar       |
| Libre: Juventud de Bernal |       |                   |             |

| Deportivo San Justo | 4 - 2 | Macabi            | San Justo   |
| La Paternal         | 1 - 4 | Deportivo Morón   | La Paternal |
| Juventud de Bernal  | 5 - 0 | Central Argentino | Bernal      |
| Libre: Pilar        |       |                   |             |

| Deportivo Morón          | 2 - 5 | Juventud de Bernal  | Morón        |
| Macabi                   | 2 - 3 | La Paternal         | Villa Crespo |
| Pilar                    | 3 - 2 | Deportivo San Justo | Pilar        |
| Libre: Central Argentino |       |                     |              |

| La Paternal                | 2 - 1 | Pilar           | La Paternal     |
| Juventud de Bernal         | 2 - 0 | Macabi          | Bernal          |
| Central Argentino          | 1 - 1 | Deportivo Morón | Villa Ballester |
| Libre: Deportivo San Justo |       |                 |                 |

| Macabi                 | 1 - 3 | Central Argentino  | Villa Crespo |
| Pilar                  | 1 - 1 | Juventud de Bernal | Pilar        |
| Deportivo San Justo    | 3 - 0 | La Paternal        | San Justo    |
| Libre: Deportivo Morón |       |                    |              |

| Juventud de Bernal | 2 - 0 | Deportivo San Justo | Bernal          |
| Central Argentino  | 1 - 0 | Pilar               | Villa Ballester |
| Deportivo Morón    | 7 - 0 | Macabi              | Morón           |
| Libre: La Paternal |       |                     |                 |

| Pilar               | 2 - 3 | Deportivo Morón    | Pilar       |
| Deportivo San Justo | 1 - 2 | Central Argentino  | San Justo   |
| La Paternal         | 1 - 2 | Juventud de Bernal | La Paternal |
| Libre: Macabi       |       |                    |             |

| Central Argentino         | 1 - 1 | La Paternal         | Villa Ballester |
| Deportivo Morón           | 4 - 0 | Deportivo San Justo | Morón           |
| Macabi                    | 2 - 1 | Pilar               | Villa Crespo    |
| Libre: Juventud de Bernal |       |                     |                 |